# Lech-Wałęsa-Flughafen Danzig

i7
i11
i13
Der Lech-Wałęsa-Flughafen Danzig (polnisch Port Lotniczy Gdańsk im. Lecha Wałęsy, früher: Port Lotniczy Gdańsk-Rębiechowo, IATA-Code: GDN, ICAO-Code: EPGD) ist ein internationaler Flughafen in Danzig, Polen, etwa 12 km westlich von Danzig, nicht weit von den Stadtzentren der Dreistadt-Metropolregion Danzig (12 km), Sopot (10 km) und Gdynia (23 km). Seit 2004 trägt der Flughafen den Namen von Lech Wałęsa, dem ehemaligen polnischen Präsidenten. Mit rund 6 Millionen Passagieren im Jahr 2023 ist er der drittgrößte Flughafen Polens nach Passagierverkehr.

## Geschichte

### Frühe Jahre (1910er–1950er Jahre)
Die ersten Passagierflüge in Gdańsk wurden im Jahr 1919 von einem Flugplatz im Stadtteil Langfuhr der Freien Stadt Danzig (heute: Stadtteil Wrzeszcz von Gdańsk) durchgeführt. Dies wurde durch die Umwandlung dieses militärischen Standorts in eine zivile Einrichtung ermöglicht. Der Flughafen wurde zu dieser Zeit auch für Luftpostdienste und von der Polizei genutzt. In den folgenden Jahren erwarb der Flughafen weitere Gebiete, die es ihm ermöglichten, zu expandieren und in moderne Infrastruktur zu investieren. Die technische Entwicklung des Flughafens Gdansk Wrzeszcz (Flughafen Danzig-Langfuhr) wurde durch die Einführung von Linienflügen nach Warschau, Berlin, Moskau, Königsberg und anderen wichtigen Städten der Region begleitet. Die Flüge wurden von zahlreichen internationalen Luftfahrtunternehmen durchgeführt.

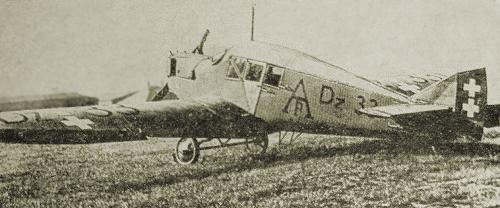
Junkers F.13 am Danziger Flughafen im Jahr 1921.

Der erste polnische Flugdienst wurde im September 1922 zwischen Gdańsk, Warschau und Lemberg von Aerolloyd aufgenommen. Das Unternehmen verwendete zunächst Junkers F 13-Flugzeuge auf dieser Strecke. Dieser Inlandsdienst war der Beginn des Unternehmens, das später LOT wurde, Polens nationale Fluggesellschaft.
In den 1920er Jahren wurde eine Eisenbahnverbindung zum Flughafen Gdansk Wrzeszcz gebaut, gefolgt von neuen Straßenbahngleisen im Jahr 1930. Der Flughafen selbst verfügte über eine Betonlandebahn mit Licht- und Navigationsanlagen, die es Flugzeugen ermöglichten, auch nachts zu landen und zu starten. In den 1930er Jahren bediente der Flughafen Gdansk Wrzeszcz jährlich weniger als 2000 Passagiere, war aber ein wichtiger internationaler Knotenpunkt, der vier Länder verband und Transportmöglichkeiten zwischen polnischen Städten bot.
Der Flughafen in Wrzeszcz war während des Zweiten Weltkriegs eine wichtige Basis der deutschen Luftwaffe. Schon zuvor wurden deutsche Piloten auf dem Gelände dieses Flughafens ausgebildet. Schweres Bombardement und andere militärische Aktivitäten führten zur Zerstörung des Flughafens. Nach dem Krieg wurde er jedoch wiederaufgebaut und mit modernen Technologien ausgestattet, die es dem Flughafen ermöglichten, sich zu entwickeln. Alte Inlandsrouten sowie viele internationale Ziele wurden wieder aufgenommen. Der Flughafen hatte regelmäßige Verbindungen zu Ländern wie Ungarn, Deutschland, Bulgarien, Dänemark und Schweden.

### Neuer Standort seit den 1970er Jahren
Da die Flughafeneinrichtungen Ende der 1960er Jahre alt und funktionsunfähig wurden (einschließlich der Landebahnbefeuerung, die die Flughafenbehörden dazu zwangen, Nachtflüge zu verbieten), wurde ein neuer Standort in der Nähe des Dorfes Rębiechowo gewählt. Der Flughafen musste auch wegen der geplanten weiteren Stadtentwicklung verlegt werden. Die freiwerdenden Flächen wurden für die Anlage eines neuen Stadtteils genutzt, um der steigenden Bevölkerungszahl von Gdańsk gerecht zu werden. Außerdem war eine neue längere Landebahn erforderlich, um den Anforderungen moderner Düsenflugzeuge entsprechen zu können. Der alte Flughafen in Wrzeszcz wurde am 1. Mai 1974 offiziell geschlossen und auf seinem Gelände wurde der Stadtteil Zaspa errichtet. Heutzutage finden sich dort nur noch wenige Überreste der ehemaligen Flughafeninfrastruktur, vor allem Teile der Start- und Landebahn.
Nach der Schließung des alten Flughafens wurde der neue gebaut und 1974 in der Nähe des Dorfes Rębiechowo eröffnet (auf dem westlichsten Land, das 1973 in den Stadtteil Matarnia von Gdańsk eingemeindet wurde). Der Flughafen erhielt seinen heutigen Namen im Jahr 2004. Es gab einige Kontroversen darüber, ob der Name „Lech Walesa“ (ohne diakritische Zeichen, aber weltweit besser erkennbar) oder „Lech Wałęsa“ (mit polnischen Buchstaben, aber schwierig für Ausländer zu schreiben und auszusprechen, wobei die englische phonetische Annäherung „Vawensa“ ist) geschrieben werden sollte.
Seit 1993 gehört der Flughafen Gdańsk zu 31,45 % den Behörden der Wojewodschaft Pommern, zu 29,45 % der Stadt Gdańsk, zu 1,14 % der Stadt Gdynia, zu 0,35 % der Stadt Sopot und zu 37,61 % dem staatlichen Unternehmen Polskie Porty Lotnicze S.A. (Deutsch: Polnische Flughäfen AG). Im Jahr 2006 wurde der Flughafen erstmals in seiner Geschichte von mehr als 1 Million Passagieren pro Jahr genutzt. Im Jahr 2010 lag die Passagierzahl über 2 Millionen. Nach dem Bau eines neuen modernen Passagierterminals mit erweiterten Kapazitäten (die Eröffnung erfolgte im April 2012 vor der Fußball-Europameisterschaft 2012) setzte der Flughafen seine Entwicklung fort und bediente im Jahr 2014 erstmals über 3 Millionen Passagiere in einem einzigen Jahr. In der Sommersaison 2015 bedienten Fluggesellschaften, die zum und vom Flughafen flogen, über 50 reguläre Routen sowie Charter- und Frachtflüge.

## Flughafeninfrastruktur

### Landseitige Einrichtungen

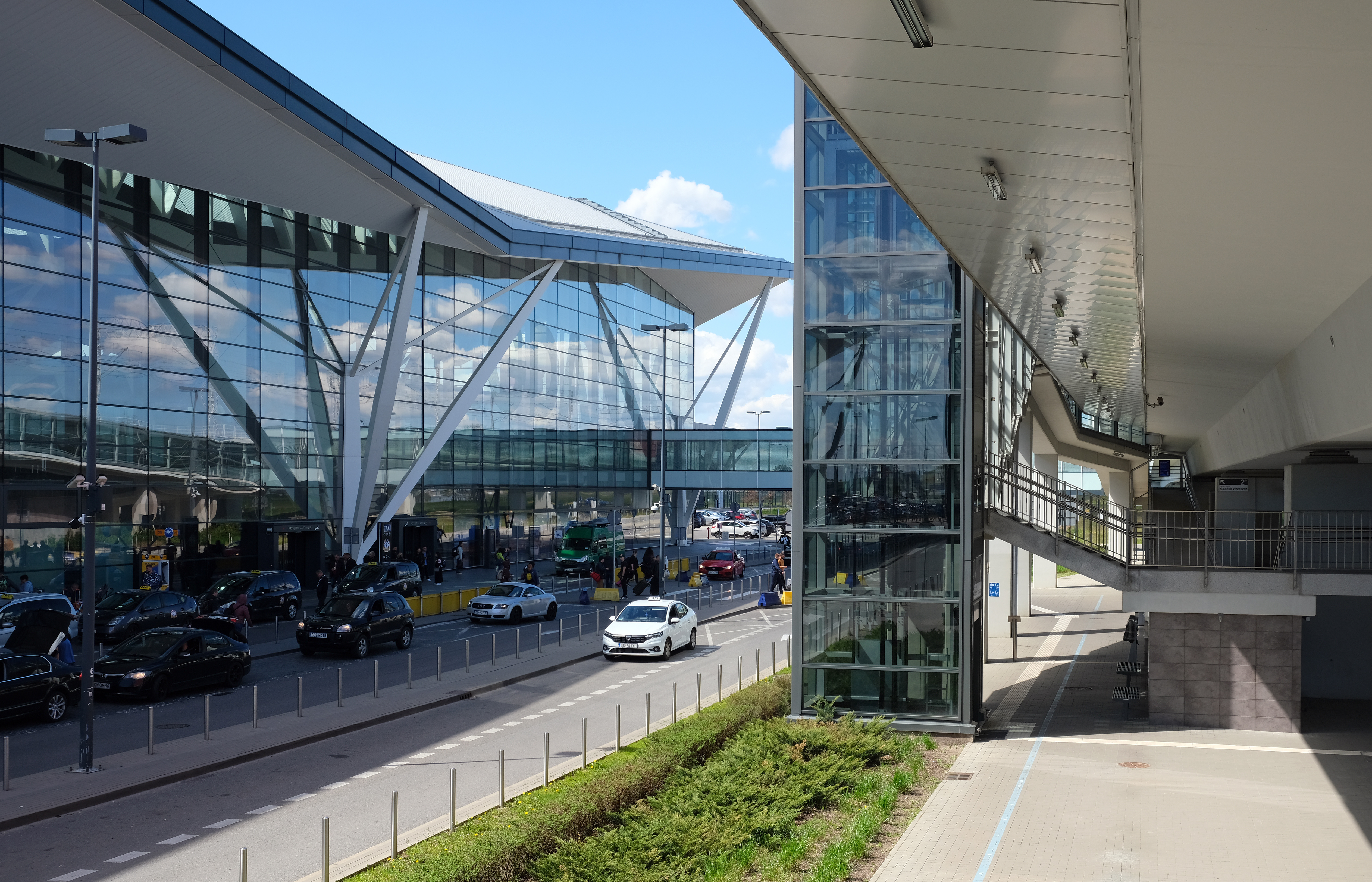
Der Lech-Wałęsa-Flughafen Danzig im Jahr 2023.

Der Lech-Wałęsa-Flughafen Danzig verfügt über eine einzelne Asphalt-Beton-Landebahn in Richtung 11/29. Die Landebahn ist 2800 Meter lang und mit einem modernen Instrumentenlandesystem CAT IIIb ausgestattet, das es Flugzeugen ermöglicht, bei nebligem Wetter zu landen. Die Entscheidungshöhe für das Anflugsystem in Gdańsk beträgt 30 Meter, während die Sichtminima für Piloten von 125 m bis 300 m variieren, wobei der höhere Wert im ersten Drittel der Länge der Landebahn erforderlich ist. Darüber hinaus werden die Navigationsanlagen am Flughafen durch ein modernes Wide-Area-Multilaterationssystem (WAM) ergänzt.
Die Landebahn sowie Rollwege sind mit einem Lichtunterstützungssystem mit LED-Technologie ausgestattet. Die Landebahn verfügt über acht Abrollwege, die zu fünf Parkpositionen führen, an denen bis zu 18 mittelgroße Flugzeuge (z. B. Boeing 737 oder Airbus A321) geparkt werden können. Der Flughafen verfügt auch über ein zusätzliches Vorfeld, das im Winter zum Enteisen von Flugzeugen genutzt wird. Die Enteisungsfläche wurde so konstruiert, dass sie den ökologischen Standards entspricht.

### Passagierterminals

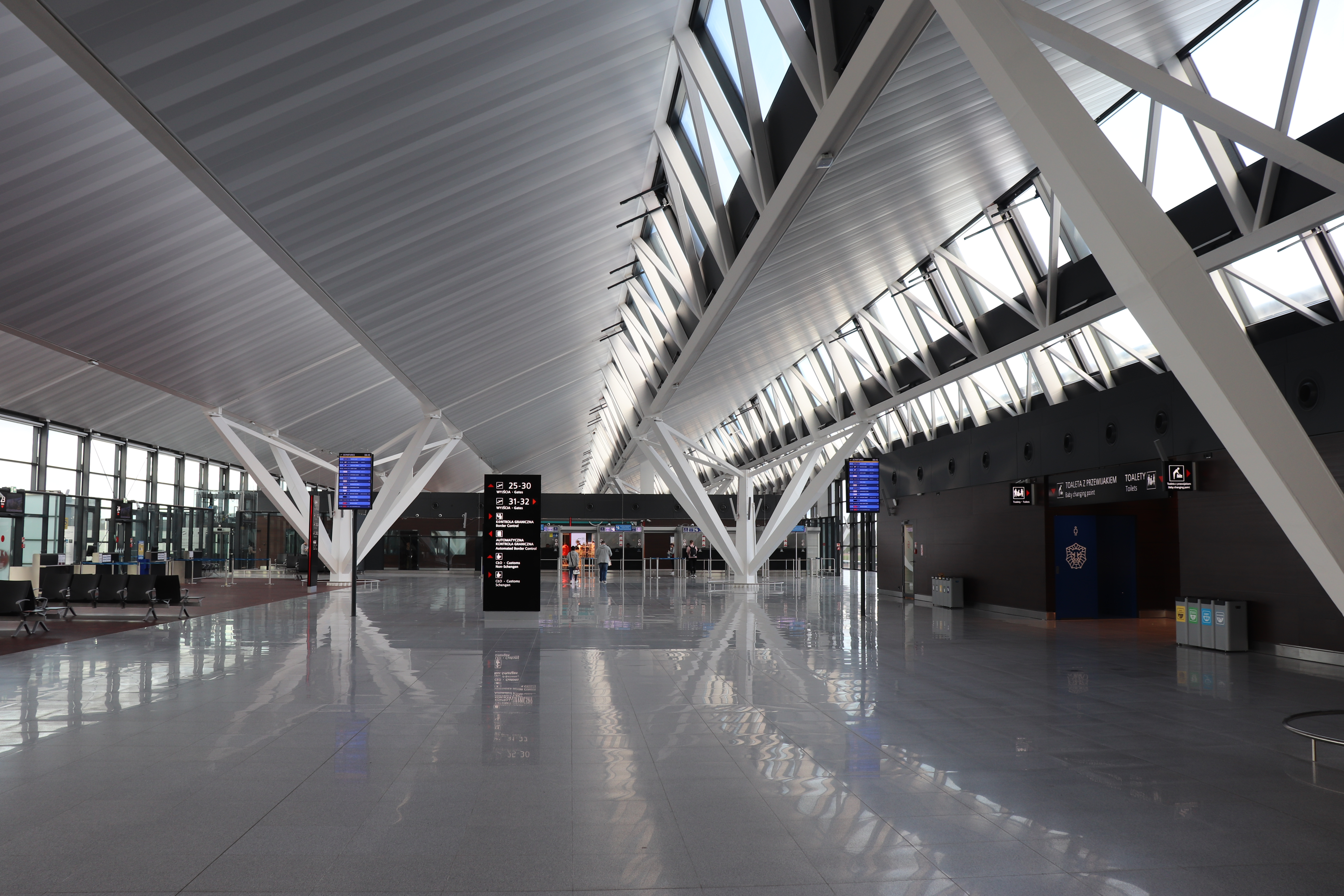
Innenaufnahme des erweiterten Passagierterminals am Flughafen Danzig im Jahr 2022

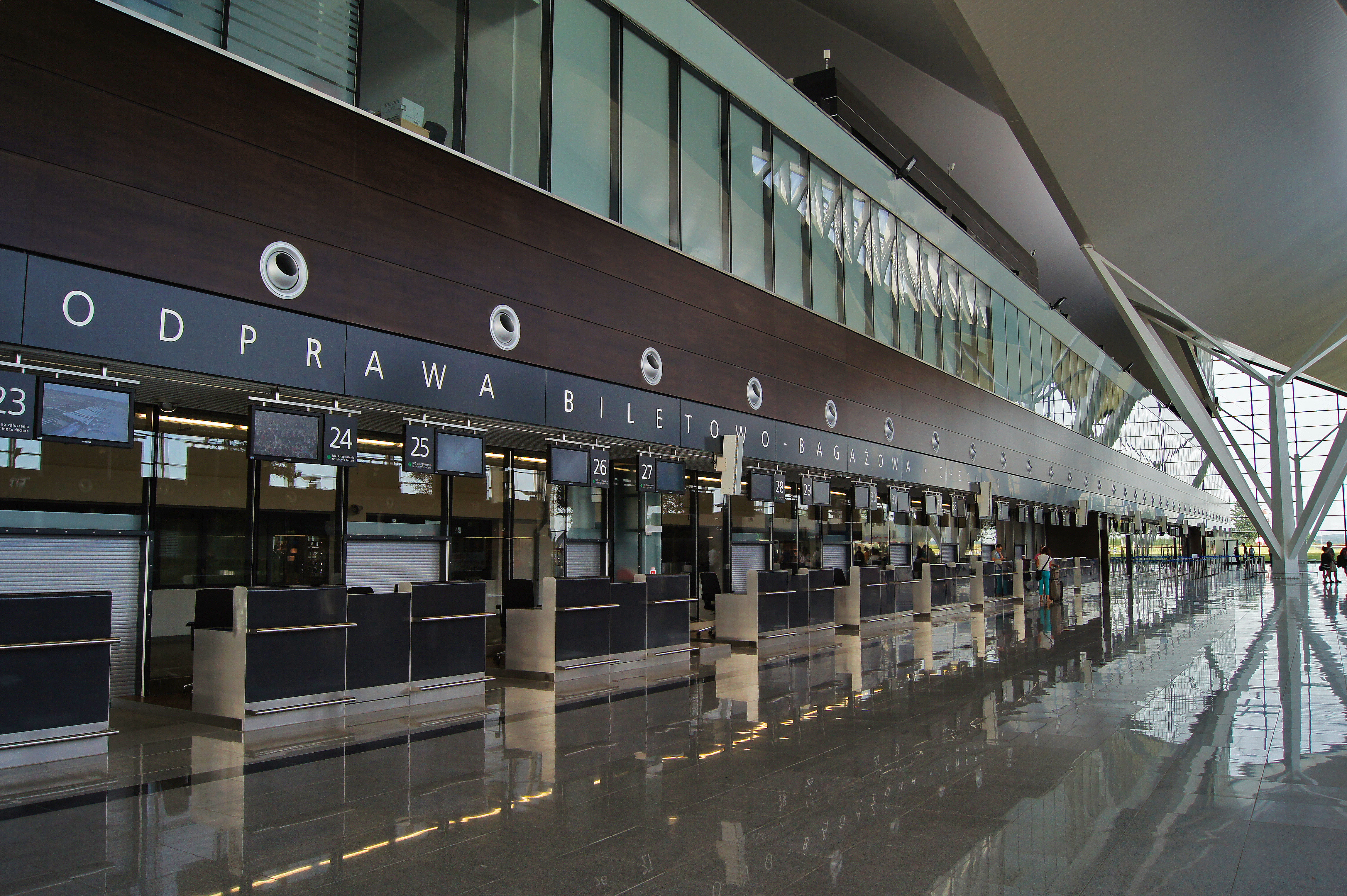
Check-in-Bereich im Jahr 2012

Der Lech-Wałęsa-Flughafen Danzig verfügt über zwei Passagierterminals (T1 und T2), von denen nur Terminal T2 derzeit in Betrieb ist. Terminal T1 wurde 1993 gebaut. Das Gebäude ist mit dem neueren Terminal T2 über eine Brücke verbunden. Das alte Gebäude soll in Zukunft abgerissen werden.
Das neue Terminal, genannt Terminal T2, ist ein modernes Gebäude mit charakteristischen architektonischen Elementen, wobei das Dach, das Wellen auf dem Meer nachahmt, ein Beispiel dafür ist. Es wurde westlich von Terminal T1 errichtet. Der erste Teil (nur Abflüge) wurde 2012 fertiggestellt, und der Ankunftsbereich nahm im September 2015 seinen Betrieb auf.
Terminal 2 ist direkt mit einem Bahnhof verbunden. Es verfügt über 40 Check-in-Schalter, eine hochmoderne Gepäcktransport- und Sortiereinrichtung und einen geräumigen Abflugbereich mit Gates. Am Flughafen in Gdańsk stehen Fluggesellschaften acht Fluggastbrücken zur Verfügung. Das Terminal verzeichnete 2014 3,3 Millionen Passagiere, was etwa 66 % seiner maximalen Kapazität entsprach. Nach Abschluss des neuen Ankunftsbereichs wird die maximale Kapazität des Flughafens nun auf 9 Millionen Passagiere pro Jahr geschätzt. Das Terminal bietet Dienstleistungen wie Touristeninformationen, Geschäfte, Kioske, Bars, Geldwechselstuben, verschiedene Autovermietungen und eine Lounge. Es gibt auch einen Konferenzraum und Einrichtungen zur Abfertigung von VIP-Passagieren und allgemeine Luftfahrtflüge.

## Statistiken

### Entwicklung der Verkehrszahlen

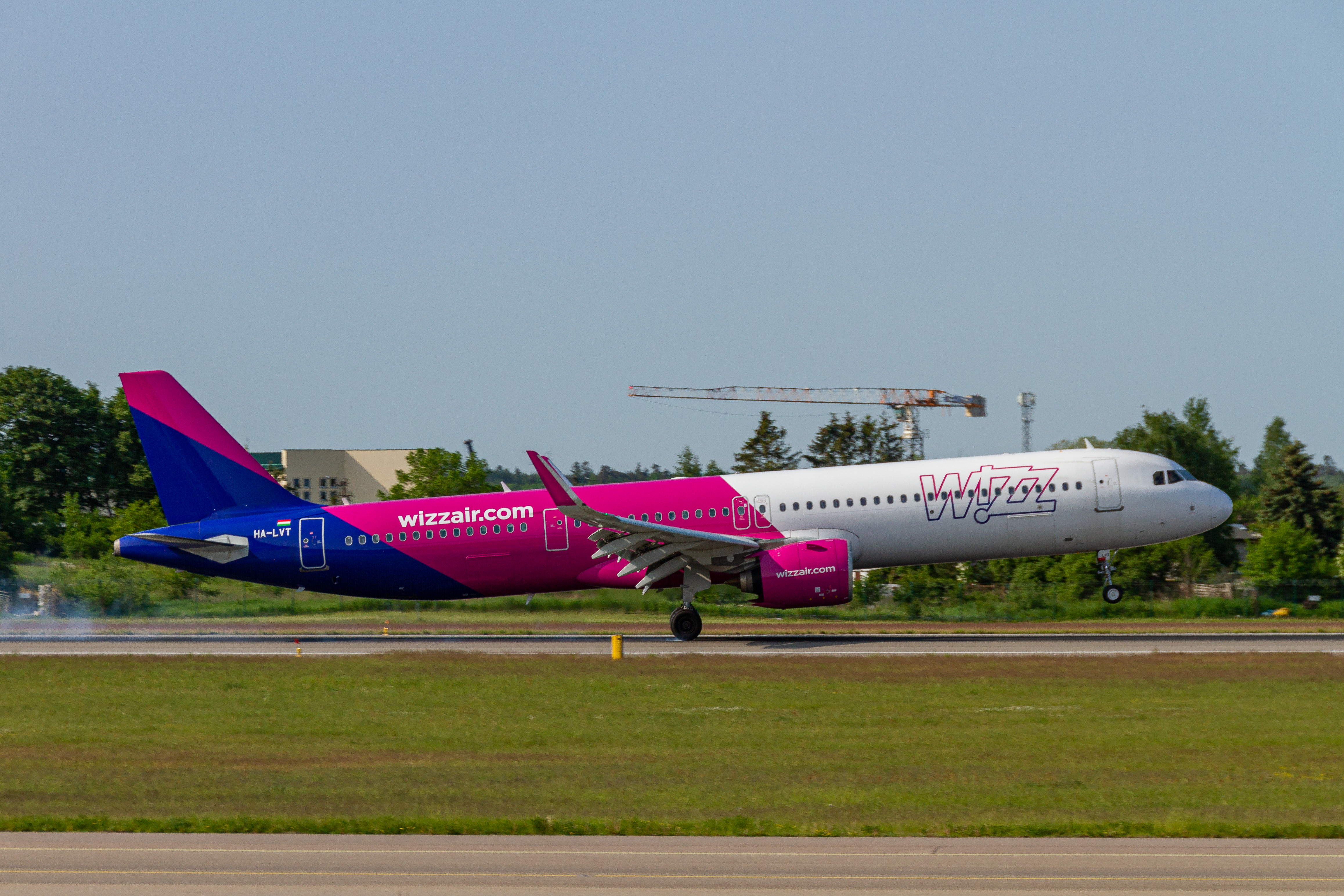
Wizz Air Flugzeug vom Typ Airbus A321neo am Flughafen Danzig

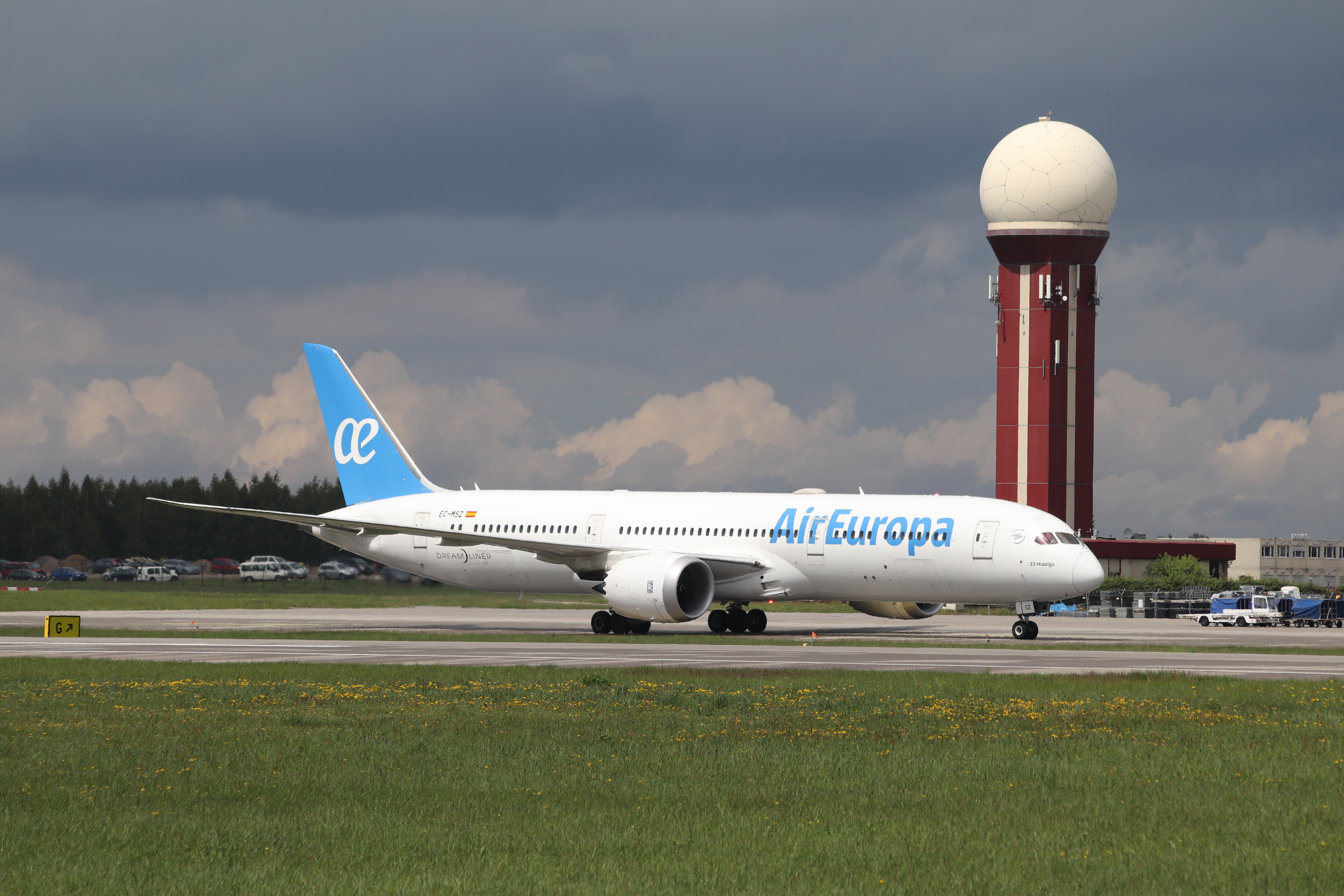
Air Europa Flugzeug vom Typ Boeing 787 beim Besuch des Flughafens Danzig im Jahr 2021

| Jahr | Passagierzahlen | Änderung zum Vorjahr | Fracht (t) | Änderung zum Vorjahr | Flugbewegungen | Änderung zum Vorjahr |
| ---- | --------------- | -------------------- | ---------- | -------------------- | -------------- | -------------------- |
| 1999 | 249.913         |                      | 1.472      |                      | 10.512         |                      |
| 2000 | 269.960         | +8,0 %               | 1.552      | +5,4 %               | 11.586         | +10,2 %              |
| 2001 | 319.174         | +18,2 %              | 1.953      | +25,8 %              | 14.052         | +21,3 %              |
| 2002 | 318.033         | −0,4 %               | 2.211      | +13,2 %              | 13.450         | −4,3 %               |
| 2003 | 365.036         | +14,8 %              | 2.686      | +21,5 %              | 14.346         | +6,6 %               |
| 2004 | 463.840         | +27,1 %              | 2.742      | +2,1 %               | 17.500         | +21,9 %              |
| 2005 | 677.946         | +46,2 %              | 3.433      | +25,2 %              | 19.000         | +8,6 %               |
| 2006 | 1.249.780       | +84,3 %              | 4.037      | +17,5 %              | 24.200         | +27,4 %              |
| 2007 | 1.708.739       | +36,7 %              | 4.757      | +17,8 %              | 28.200         | +16,5 %              |
| 2008 | 1.954.166       | +14,4 %              | 4.610      | −3,1 %               | 31.000         | +9,9 %               |
| 2009 | 1.890.925       | −3,2 %               | 4.067      | −11,8 %              | 30.000         | −3,2 %               |
| 2010 | 2.232.590       | +18,1 %              | 4.487      | +10,3 %              | 32.000         | +6,7 %               |
| 2011 | 2.483.000       | +11,2 %              | 4.943      | +10,1 %              | 34.360         | +7,3 %               |
| 2012 | 2.906.000       | +17,0 %              | 4.851      | −1,9 %               | 37.022         | +7,7 %               |
| 2013 | 2.843.737       | −2,1 %               | 4.918      | +1,4 %               | 42.041         | +13,6 %              |
| 2014 | 3.288.180       | +15,6 %              | 5.658      | +15,0 %              | 39.974         | −4,9 %               |
| 2015 | 3.706.108       | +12,7 %              | 5.162      | −8,8 %               | 40.261         | +0,7 %               |
| 2016 | 4.004.081       | +8,0 %               | 4.863      | −5,8 %               | 41.079         | +2,0 %               |
| 2017 | 4.611.714       | +15,0 %              | 5.500      | +13,1 %              | 43.422         | +5,7 %               |
| 2018 | 4.980.647       | +8,0 %               | 6.213      | +13,0 %              | 46.482         | +7,0 %               |
| 2019 | 5.376.120       | +7,9 %               | 6.887      | +10,8 %              | 48.882         | +5,2 %               |
| 2020 | 1.711.281       | −68,2 %              | 7.028      | +2,0 %               | 25.558         | −47,7 %              |
| 2021 | 2.154.563       | +25,9 %              | 9.171      | +30,4 %              | 29.298         | +14,1 %              |
| 2022 | 4.576.705       | +112,9 %             | 10.189     | +11,1 %              | 43.987         | +50,0 %              |
| 2023 | 5.907.280       | +22,5 %              | 11.483     | +12,7 %              | 49.502         | +12,5 %              |

### Fluggesellschaften
| Fluggesellschaft               | 2023      | 2022      | 2021    | 2020    | 2019      | 2018      | 2017      | 2016      | 2015      |
| ------------------------------ | --------- | --------- | ------- | ------- | --------- | --------- | --------- | --------- | --------- |
| Wizz Air                       | 2.337.023 | 1.658.135 | 797.797 | 813.244 | 2.460.163 | 2.259.969 | 2.037.832 | 1.862.137 | 1.772.840 |
| Ryanair                        | 2.144.934 | 1.733.101 | 702.598 | 442.698 | 1.262.600 | 1.194.672 | 1.312.084 | 1.026.016 | 820.590   |
| LOT                            | 284.433   | 236.235   | 138.057 | 142.242 | 334.731   | 328.136   | 328.905   | 299.902   | 250.268   |
| Lufthansa                      | 219.806   | 176.990   | 80.103  | 63.976  | 267.812   | 273.326   | 246.301   | 270.349   | 277.245   |
| KLM                            | 164.857   | 139.947   | 125.561 | 74.955  | 151.220   | 120.231   | 47.826    | 0         | 0         |
| Norwegian Air Shuttle          | 146.823   | 112.303   | 28.784  | 32.162  | 154.303   | 123.874   | 86.668    | 79.986    | 73.829    |
| SAS                            | 144.146   | 102.292   | 34.270  | 53.423  | 213.133   | 213.384   | 219.827   | 199.351   | 164.628   |
| SWISS                          | 19.349    | 10.223    | 10.310  | ?       | 22.885    | 0         | 0         | 0         | 0         |
| Eurowings                      | 14.415    | 14.191    | 6.656   | 5.196   | 6.518     | 0         | 0         | 0         | 0         |
| Finnair                        | 0         | 23.797    | 1.812   | 4.964   | 60.301    | 51.538    | 33.131    | 31.099    | 21.563    |
| airBaltic                      | 0         | 0         | 0       | ?       | 7.243     | 0         | 0         | 0         | 0         |
| easyJet                        | 0         | 0         | 0       | 0       | 17.348    | 0         | 0         | 0         | 0         |
| Air Berlin                     | 0         | 0         | 0       | 0       | 0         | 0         | 17.891    | 15.239    | 69.156    |
| Ukraine International Airlines | 0         | 0         | 0       | 0       | 0         | 0         | 0         | 3.310     | 0         |

## Öffentliches Verkehrsnetz

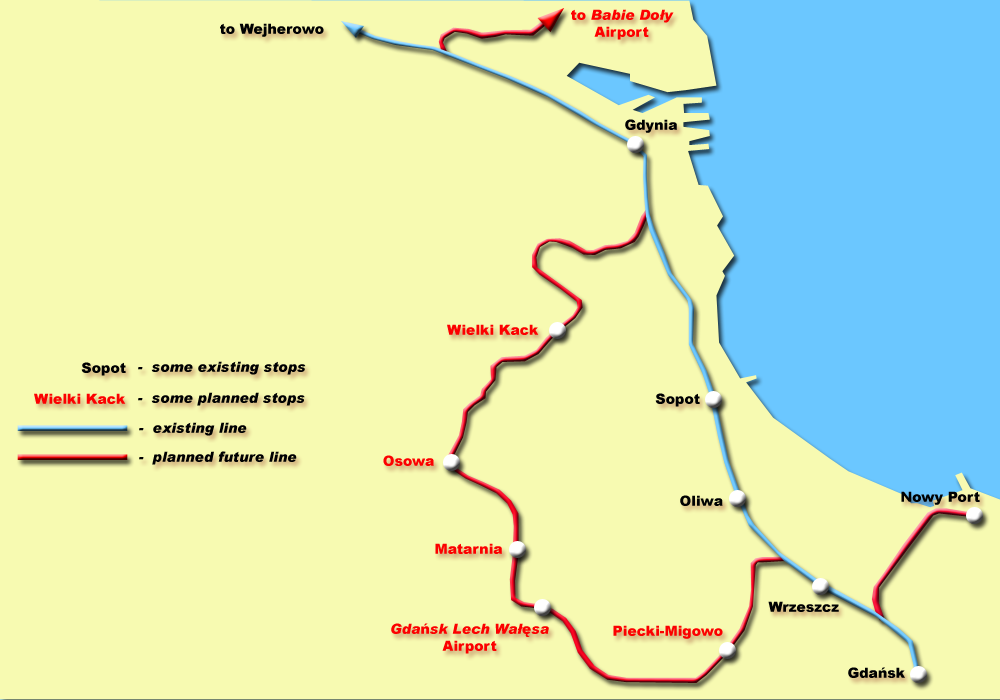
Bahnanbindung des Flughafens

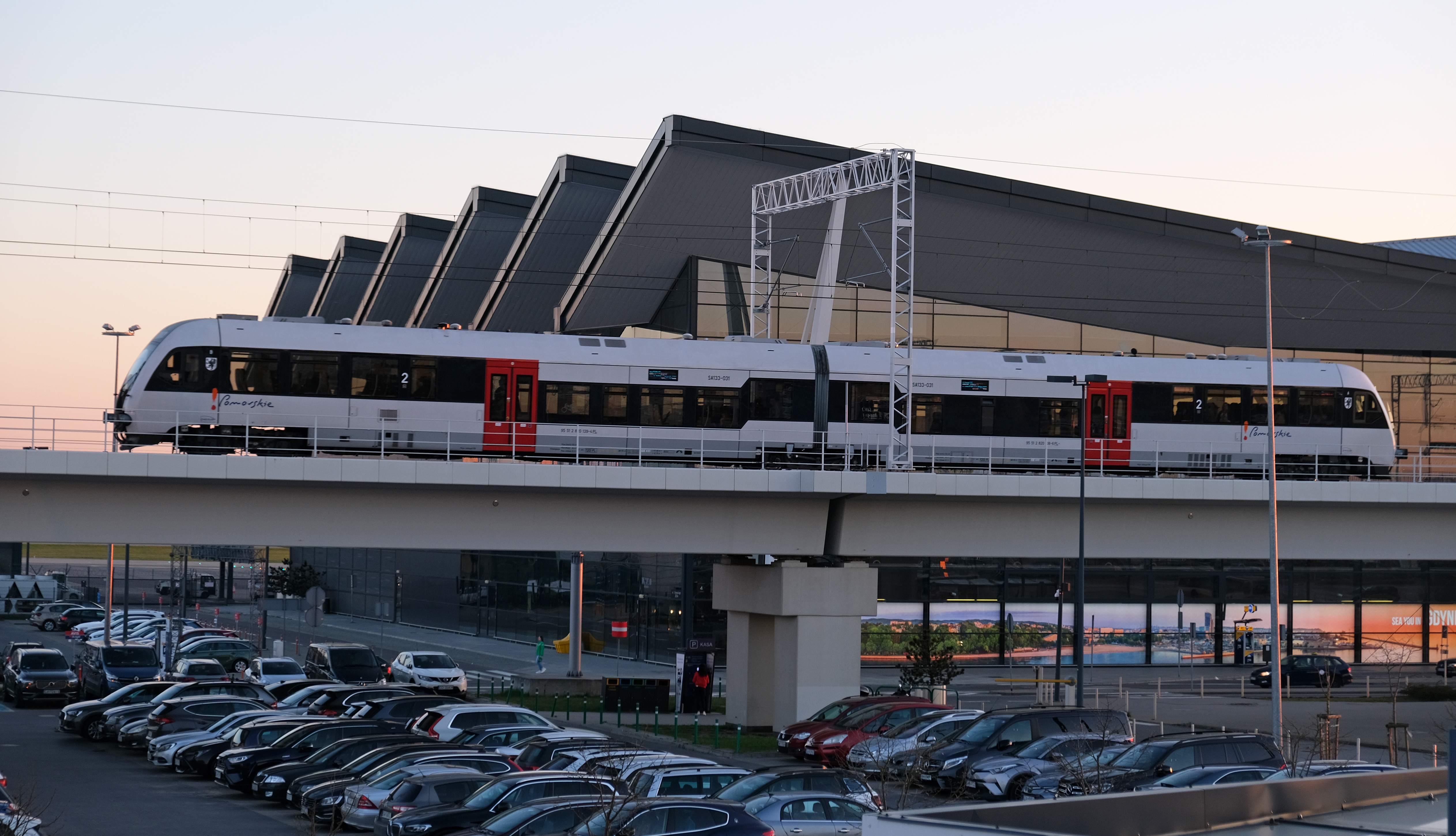
Personenzug, der vom Bahnhof am Flughafen Gdańsk abfährt.

Seit dem 1. September 2015 ist der Flughafen über die Bahnstrecke Gdynia–Gdańsk Port Lotniczy–Wrzeszcz angebunden. Die Dieseltriebzüge fahren in einem durchschnittlichen 20-Minuten-Takt von Gdynia nach Wrzeszcz. Dort besteht die direkte Umstiegsmöglichkeit in alle Intercity- und TLK-Züge der Bahnstrecke Gdańsk–Stargard. Ebenfalls kann man mit Umsteigen alle Ziele der SKM von Wejherowo über Gdynia nach Danzig und Tczew erreichen.
Folgende Buslinien bestehen:
- nach Gdańsk-Orunia (Danzig-Ohra): Linie 210[18] (alte Linie B); über Gdańsk Piecki-Migowo (Danzig Pietzkendorf-Müggau), Gdańsk Dworzec Główny (Danzig Hauptbahnhof), Altstadt.
- nach Gdańsk-Wrzeszcz (Danzig-Langfuhr): Linie 110;[18] nach Gdańsk-Wrzeszcz PKP (Danzig-Langfuhr Bahnhof).
- nach Sopot (Zoppot): Linie 122;[19]
- nach Gdańsk-Osowa PKP (Danzig-Espenkrug Bahnhof): Linie 210.[18]

Im Nachtbusverkehr gibt es stündlich Fahrten der Linie N3 nach Gdańsk Dworzec Główny (Danzig Hauptbahnhof) und Gdańsk-Wrzeszcz PKP (Danzig-Langfuhr Bahnhof).